# Theater van Guangzhou

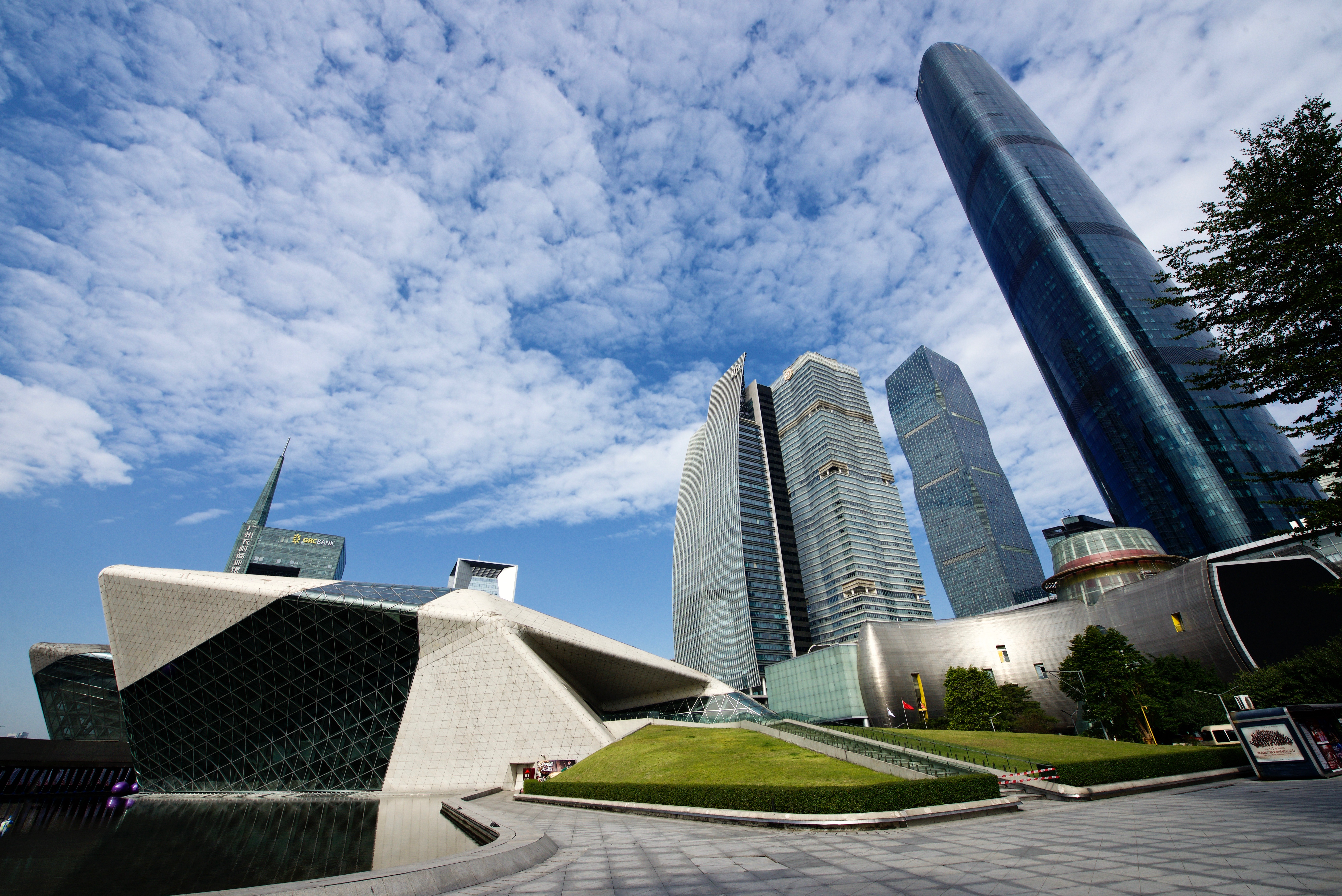
Grand theater met het Guangzhou International Finance Centre aan de rechterzijde

Het theater van Guangzhou, eigenlijk Grand theater van Guangzhou, voorheen Operahuis van Guangzhou is een theater aan de Parelrivier in het district Tianhe van de Chinese stad Guangzhou. Het bouwwerk naar een ontwerp van Zaha Hadid opende in 2010.
Het grand theater werd op 9 mei 2010 ingehuldigd met een operavoorstelling van Turandot van Giacomo Puccini.

## Ontwerp en bouw
Het ontwerp werd bekomen middels een architectuurwedstrijd waarbij Coop Himmelb(l)au, Rem Koolhaas en Zaha Hadid de shortlist hadden gehaald in april 2002 en gedetailleerde ontwerpen indienden. Het project werd in november 2002 gegund aan de laatste. De eerstesteenlegging van haar deconstructivistisch ontwerp in de vorm van twee stenen of rotsen met verschillende grootte geplaatst aan het water ging door in januari 2005.
De structuur bestaat uit stalen spanten waarop glazen tegels zijn geplaatst. De Opera is zo ontworpen dat het licht door de ramen de circulatie- en ontvangstruimten binnenstroomt. De stalen structuur is bedekt met graniet en 29.000 m² beglazing, in 5.100 driehoeken gesneden, waarvan er 100 ook nog eens gebogen zijn. Elk stuk glas dat het raamwerk van het gebouw bedekt, omvat een geluidsisolerende laag, een isolatielaag, een ondoordringbare laag en vijf decoratieve lagen.
Het Grand theater lijkt dus op twee kiezelstenen (de ene, zwarte, groter dan de andere en deels overliggend over de andere, witte, geplaatst) die aangespoeld zijn aan de oevers van de Parelrivier, die de derde grootste stad van China doorkruist. Een van de keien, de zwarte, herbergt een auditorium van 1.804 plaatsen, de andere witte een multifunctionele ruimte van 443 plaatsen en kleinere oefenruimtes.
Waar de kosten in 2002 inclusief de grondprijs en planning nog op ongeveer 850 miljoen yuan werden begroot, was dit begin 2005 al opgelopen tot 1 miljard yuan. In 2009 was de rekening opgelopen tot 1,38 miljard yuan. Critici beschouwden de kunsttempel dan ook als een geldverslindend imagoproject.

## Naamswijziging
Het bouwwerk was voornamelijk opgezet als operagebouw en hoort naast het Nationaal Centrum voor Uitvoerende Kunsten in Peking en het Grand theater van Shanghai tot de drie primaire operahuizen van China. Initieel werd het theater van Guangzhou ook het Operahuis genoemd, maar in april 2010 wees de toenmalige minister van Propaganda van Guangzhou erop dat de benaming van Operahuis van Guangzhou te beperkend was voor het scala aan activiteiten en voorstellingen van het instituut, het meest geavanceerde en grootste in Zuid-China van zijn soort, en dat het Operahuis voortaan officieel het Grand theater genoemd zou worden, een beslissing die overigens niet zonder enig protest geaccepteerd werd en waar de instelling zelf zichzelf nog aanduidt als Guangzhou Opera House.

## Inplanting
Het theater ligt aan het Huangcheng Square, of Flower City Square plein, het plein dat het hart vormt van Zhujiang New Town, het nieuwe central business district van Guangzhou, in het district Tianhe. Bepalende bouwwerken aan dit plein zijn de Guangzhou Twin Towers, enerzijds het Guangzhou International Finance Centre of West Tower anderzijds het CTF Finance Centre of East Tower. Beide torens zijn eigendom van het Hongkongse zakenimperium Chow Tai Fook Enterprises. Andere prestigieuze bouwwerken aan dit plein zijn het Guangdong Museum en de Bibliotheek van Guangzhou. Aan de overkant van de Parelrivier en achter het tussenliggende Haixinsha-eiland bevindt zich de Canton Tower.

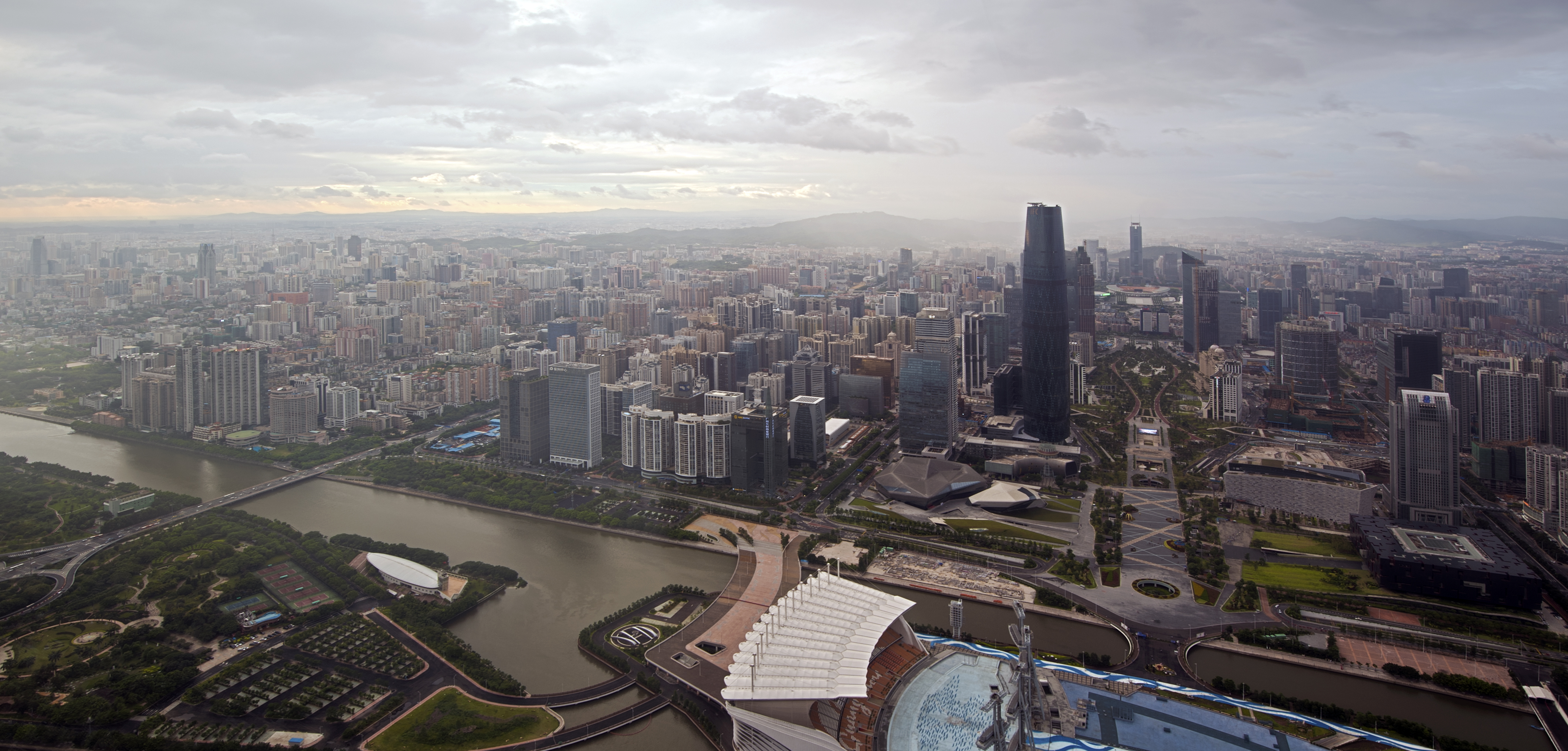
Zicht op het Haixinsha-eiland en achterliggend het Huangchengplein vanuit de Canton Tower. Het theater vooraan links aan het plein en grenzend aan de Parelrivier, achterliggend de West Tower. Overliggend aan de overzijde van het plein de bouwzone van de East Tower met daarvoor de bibliotheek en, eveneens aan het water de zwarte kubus van het museum.